# إدموند هاميلتون
ادموند هاميلتون (بالإنجليزية: Edmond Moore Hamilton)‏ (1 فبراير 1977 – 21 أكتوبر 1904) كاتب روايات أمريكي عن صنف الخيال العلمي في منتصف القرن العشرين.

## نشأته
ولد في مدينة يونغزتاون من ولاية أوهايو، نشأ فيها وفي مدينة نيوكاسل من ولاية بنسيلفانيا. كان طفلًا ذا موهبة فذة، تخرج من الثانوية ودرس بعد ذلك في كلية الآداب في مدينة ويلمينغتون في ولاية بنسيلفانيا بعمر الرابعة عشر وتركها عندما كان عمره سبعة عشر عامًا.

## سيرته الأدبية
بدأت مسيرة إدموند الأدبية بوصفه كاتبًا في صنف الخيال العلمي حينما نشر أول عمل له بمجلة ويرد تيلز في الشهر الثامن من عام 1926، وهي قصة قصير عنوانها إله وحش مامورث، أصبحت هذه المجلة كلاسيكية وصنفًا أدبيًا آخر. أصبح هاملتون من الأعضاء المتميزين في مساحة الكتاب بمجلة ويرد تيلز، شكلت هذه المساحة من قبل المحرر فارنزورث رايت، التي تضمنت كُتابًا عدة، منهم الكاتب هاورد لوفكرافت، والكاتب روبورت هوارد. نشرت مجلة ويرد تيلز 79 عملًا في الخيال الأدبي لهاميلتون بين عام 1926 وعام 1948، ما رفعه إلى خانة أفضل الكتاب المشاركين في المجلة. كان لهاميلتون أصدقاء وشركاء عدة مخضرمين، منهم الكاتب أدجار برايس وأوتس كلين، والجدير بالذكر، أنه كان في علاقة مستمرة مدة عشرين سنة مع الكاتب المعاصر والقريب له جاك وليمسون، كما جاء في سيرة وليمسون الذاتية عام 1984 المعنونة «معجزة الطفل». نشرت مجلة ويرد تيلز في أواخر ثلاثينيات القرن الماضي عدة روايات خيالية للكاتب هاميلتون اللافتة للنظر، ومن أشهرها رواية «ذو الأجنحة»، التي تعد من أكثر أعماله شهرة وأكثرها نسخًا. كتب هاميلتون أول سلسلة كتب، التي ستعرف لاحقًا بقصص الخيال العلمي، عنوانها الرعب على الكويكب وقصص أخرى لرعب الكواكب. يتكون الكتاب من قصص عدة، وهي: (الرعب على الكواكب، والمجرة الملعونة، والرجل الذي رأى كل شيء، والعقل الأرضي، والرجل الذي تطور). كتب هاميلتون في أواخر العشرينيات وبداية الثلاثينيات من القرن الماضي في جميع مجلات الإثارة، وكذلك أيضًا نشر وشارك قصص الرعب والإثارة في مجلات مختلفة. كان مشهورًا في قصص أوبرا الفضاء، التي ألفها هو والكاتب إدوارد سميث. فاز بجائزة جولز فيرن عن روايته الجزيرة غير العقلانية بوصفها أفضل قصة في الخيال العلمي عام 1933. كتب قصصًا عن المحقق والقصص البوليسية ردًا على الانهيار الاقتصادي الكادح في نهاية الثلاثينيات من القرن الماضي. كان هاميلتون مائلًا إلى القصص النمطية في مجلة الإثارة، إذ شهدت نشر أربع قصص في شهر واحد فقط، وذلك في الشهر الثاني من عام 1937، حتى أنه نشر واحدة باسمه والباقي باسم مستعار. كان هاميلتون الكاتب لشخصية كابتن المستقبل والداعم الرئيسي للماركة التجارية، وكانت هذه القصة موجهة للفئة العمرية الصغيرة، إذ استقطب الكاتب المزيد من المعجبين بأعماله، ولكن تلاشت شهرته في السنوات اللاحقة لابتعاد صنف الخيال العلمي عن أوبرا الفضاء. تميزت أعمال هاميلتون بأسلوب المغامرة والرومانسية والحياة النابضة، كما هو موجود في روايته «ملوك النجوم»، التي نشرت في عام 1947. مع مرور الزمن، أصبح صنف الخيال العلمي أكثر تعقيدًا وتطورًا، ما جعل من أعماله ذات المغامرة والخيال طابعًا مبتذلًا وقديمًا.
بدأ بكتابة القصص المصورة بدي سي كومكس في عام 1942، كتب قصصًا للشخصيتين سوبرمان وباتمان، قصته الأولى هي عصبة الملاهي لباتمان. كتب سلسلة من القصص قصيرة الأمد عنوانها «كريس ك ل -99» في سلسلة قصص مغامرات عجيبة، التي كانت مبنية على شخصية كابتن المستقبل. ألف هاميلتون هو والفنان شيلدون مولدوف المرأة الوطواط في سلسلة المحقق  في عام 1956. شارك هاميلتون في تأليف «حارس الفضاء» في سلسلة المتحف مع الكاتب جاردنر وبوب براون.

## بعض رواياته
- (The Fire Princess (1938
- (A Yank at Valhalla (1950) (also appeared as The Monsters of Juntonheim
- (Tharkol, Lord of the Unknown (1950) (also appeared as The Prisoner of Mars
- (City at World's End (1951
- (The Sun Smasher (1959) (also appeared as Starman Come Home
- (The Star of Life (1959
- (The Haunted Stars (1960
- (Battle for the Stars (1961
- (The Valley of Creation (1964
- (Fugitive of the Stars (1965
- (Doomstar (1966
- (The Lake of Life (1978

## وصلات خارجية
- إدموند هاميلتون على موقع IMDb (الإنجليزية)
- إدموند هاميلتون على موقع ميوزك برينز (الإنجليزية)
- إدموند هاميلتون على موقع ديسكوغز (الإنجليزية)
- إدموند هاميلتون على موقع قاعدة بيانات الفيلم (الإنجليزية)

- إدموند هاميلتون  على قاعدة بيانات الخيال التأملي على الإنترنت